# Anders Sundström
Per Anders Sundström, född 26 juli 1952 i Hudiksvall, är en svensk politiker (socialdemokrat), entreprenör och företagsledare. Han var statsråd 1994–1998.

## Utbildning
Sundström är utbildad vid Umeå universitet, där han åren 1971–1975 studerade bland annat kulturgeografi och nationalekonomi.

## Politik
Anders Sundström var kommunalråd i Piteå kommun 1980–1994, arbetsmarknadsminister 1994–1996, näringsminister 1996–1998, socialminister 7–26 oktober 1998 samt riksdagsledamot 1998 och 2002–2004. Han ledde den socialdemokratiska ja-kampanjen inför folkomröstningen om euro 2003.
Sundström tillfrågades i januari 2012 om att efterträda Håkan Juholt som partiledare för Socialdemokraterna, men tackade nej. Istället valdes Stefan Löfven.

## Näringsliv
Sundström är styrelseordförande för Kaunis Iron AB sedan 2018.
Han är även styrelseledamot i SCA sedan 2018 och ordförande i Skistar sedan 2021. 
Han var vd och ordförande i Sparbanken Nord mellan 1998 och 2004. Från 2004 till 2013 var han vd och koncernchef för Folksam. Mellan 2013 och 2016 var han styrelseordförande i Swedbank, efter att ha dessförinnan varit styrelseledamot sedan 2009. Från 2013 till 2018 var han styrelseordförande för Kooperativa Förbundet (KF).

## Privatliv
Anders Sundström är sambo med den tidigare utrikeshandelsministern Anna Hallberg, och har två barn från ett tidigare äktenskap. Han är kusin till musikern Bo Sundström.

## Utmärkelser
- Teknologie och filosofie hedersdoktor vid Luleå tekniska universitet (2021)[12]